# Hypserpa
Hypserpa es un género con 31 especies de plantas de flores perteneciente a la familia Menispermaceae. Nativo del este y sudeste de Asia hasta Australia y Polinesia.

## Especies seleccionadas
| - Hypserpa borneensis - Hypserpa cuspidata - Hypserpa decumbens - Hypserpa funifera - Hypserpa heteromera - Hypserpa jagorii - Hypserpa latifolia - Hypserpa laurina - Hypserpa laevifolia - Hypserpa mackeei | - Hypserpa macropoda - Hypserpa monilifera - Hypserpa nandinifolia - Hypserpa neocaledonica - Hypserpa nitida - Hypserpa parvifolia - Hypserpa pauciflora - Hypserpa polyandra - Hypserpa ponapensis - Hypserpa praevaricata | - Hypserpa propensa - Hypserpa raapii - Hypserpa reticulata - Hypserpa selebica - Hypserpa selwynii - Hypserpa selwyni - Hypserpa smilacifolia - Hypserpa triflora - Hypserpa trukensis - Hypserpa uniflora - Hypserpa vieillardii |